# 鎌形浩史
鎌形 浩史 (かまがた ひろし 1959年10月19日 - ) は、日本の環境官僚、気象予報士。環境事務次官。東京都出身。

## 職歴
- 1978年3月 - 東京教育大学附属駒場高等学校卒業
- 1983年10月 - 国家公務員採用上級甲種試験（経済）合格
- 1984年3月 - 東京大学経済学部卒業
- 1984年4月 - 環境庁入庁、長官官房秘書課
- 2001年 - 環境省大臣官房秘書課調査官
- 2002年 - 大臣官房政策評価広報課広報室長
- 2004年 - 総合環境政策局環境経済課長
- 2007年 - 内閣官房内閣参事官（内閣官房副長官補付）
- 2009年 - 環境省地球環境局総務課長
- 2011年 - 大臣官房会計課長
- 2012年 - 大臣官房審議官
- 2013年 - 内閣官房内閣審議官（内閣官房副長官補付）兼内閣官房原子力規制組織等改革推進室長兼環境省大臣官房審議官
- 2014年 - 大臣官房廃棄物リサイクル対策部長
- 2016年 - 地球環境局長[1]
- 2017年 - 大臣官房長[2]
- 2019年 - 環境事務次官[3]
- 2020年 - 退任[4]、環境省顧問兼福島中間貯蔵推進総括室長
- 2022年 - 日本環境協会参与[5]
- 2023年 - 中間貯蔵・環境安全事業社長